# Air Crew Europe Star
 (janvier 2015).
La Air Crew Europe Star (Étoile de la bataille aérienne en Europe) est une des 8 étoiles de campagnes de la Seconde Guerre mondiale. Il s'agit d'une décoration militaire britannique décernée aux soldats du Royaume-Uni et du Commonwealth (plus rarement aux étrangers).

## Conditions d'attributions
Cette décoration est décernée en reconnaissance du service opérationnel du récipiendaire durant la Seconde Guerre mondiale (1939-1945) entre le 3 septembre 1939 et le 4 juin 1944. Les conditions d'attributions dépendent de la branche d'armée (Air Force, Navy, Army...) dans laquelle le récipiendaire a servi.
Cette médaille est attribuée sans conditions de durée en cas de blessure, de décès et pour les prisonniers de guerre ainsi que pour ceux qui ont reçu une citation (Mentioned in Despatch) ou une décoration pour conduite valeureuse ou extraordinaire au feu (Victoria Cross, Distinguished Service Order, Military Cross, Military Medal, etc.).

## Aspect de la Décoration

### Description
La décoration "Air Crew Europe Star" est une étoile en bronze de 44 mm de hauteur et de 38 mm de largeur. L'étoile possède six branches avec en son centre les initiales du roi George VI, surmontées de la couronne royale, et entourées de la légende : THE AIR CREW EUROPE STAR. Au revers, le nom du récipiendaire peut y être apposé (plus rarement) ainsi que son matricule.

### Ruban
Le ruban est composé d'une large bande bleu pâle, puis de deux stries jaune et bleu foncé de chaque côté (représentant respectivement le ciel, les projecteurs des ennemis et la R.A.F).

## Particularités
Il s'agit de la troisième de la série de 8 étoiles de campagne dont l'aspect est semblable à toutes les autres, à savoir : 1939-45 Star, Atlantic Star (en), Air Crew Europe Star, Atlantic Star, Pacific Star, Burma Star, Italy Star et France and Germany Star. Seule la légende est propre à chaque médaille.
Cette décoration est la plus rare de toutes les décorations de la Seconde Guerre mondiale lorsqu'elle est décernée à un Sud-Africain. (Gravure au dos)